# Граф Донамор

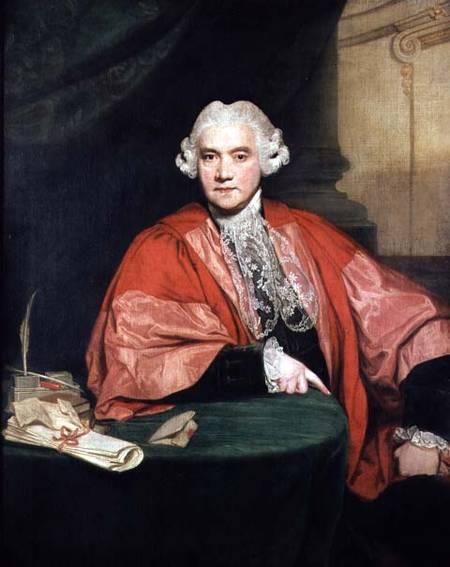
Джон Хели-Хатчинсон (1724—1794), ирландский политик и депутат

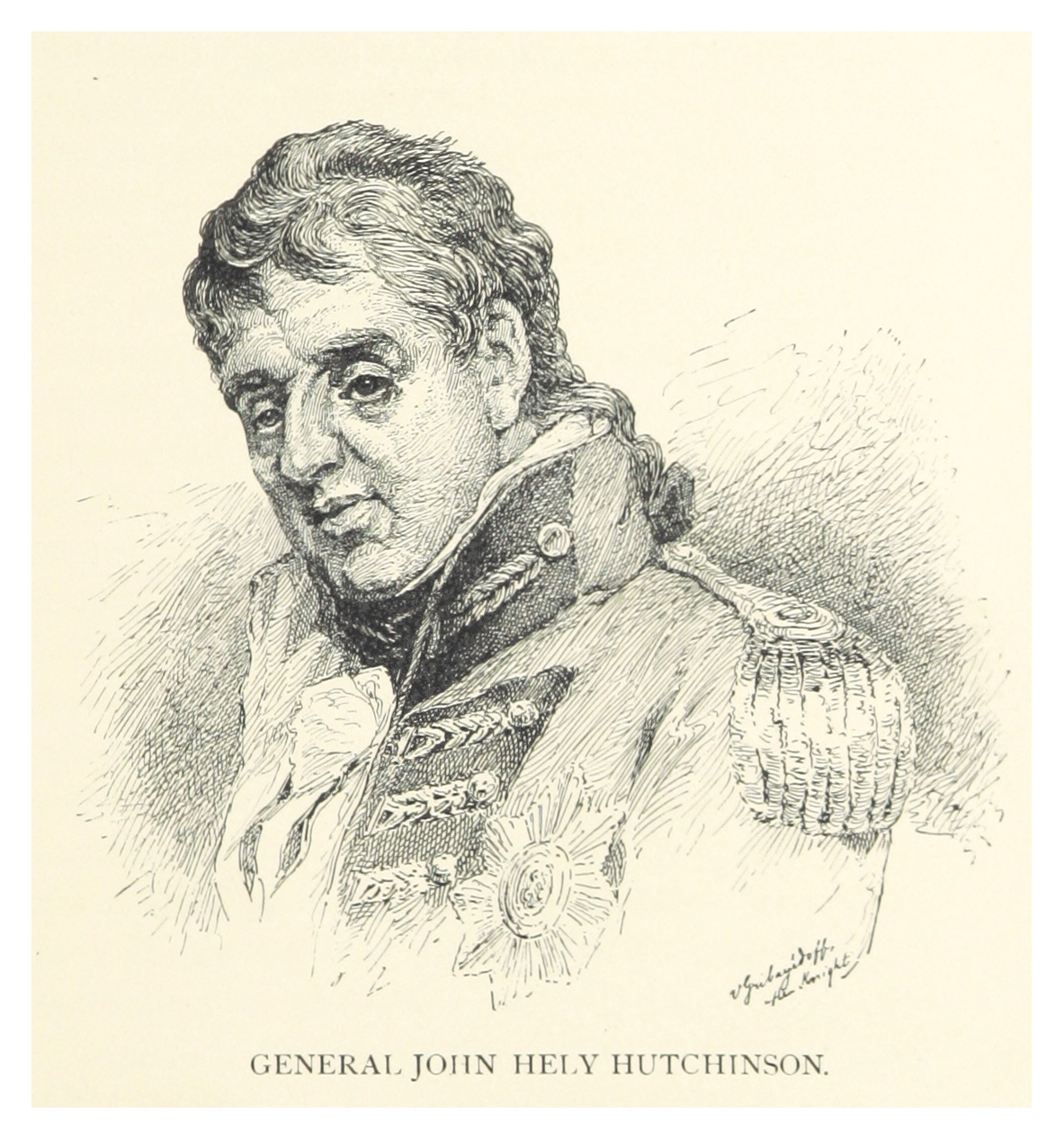
Портрет генерала Джона Хели-Хатчинсона, 2-го графа Донамора

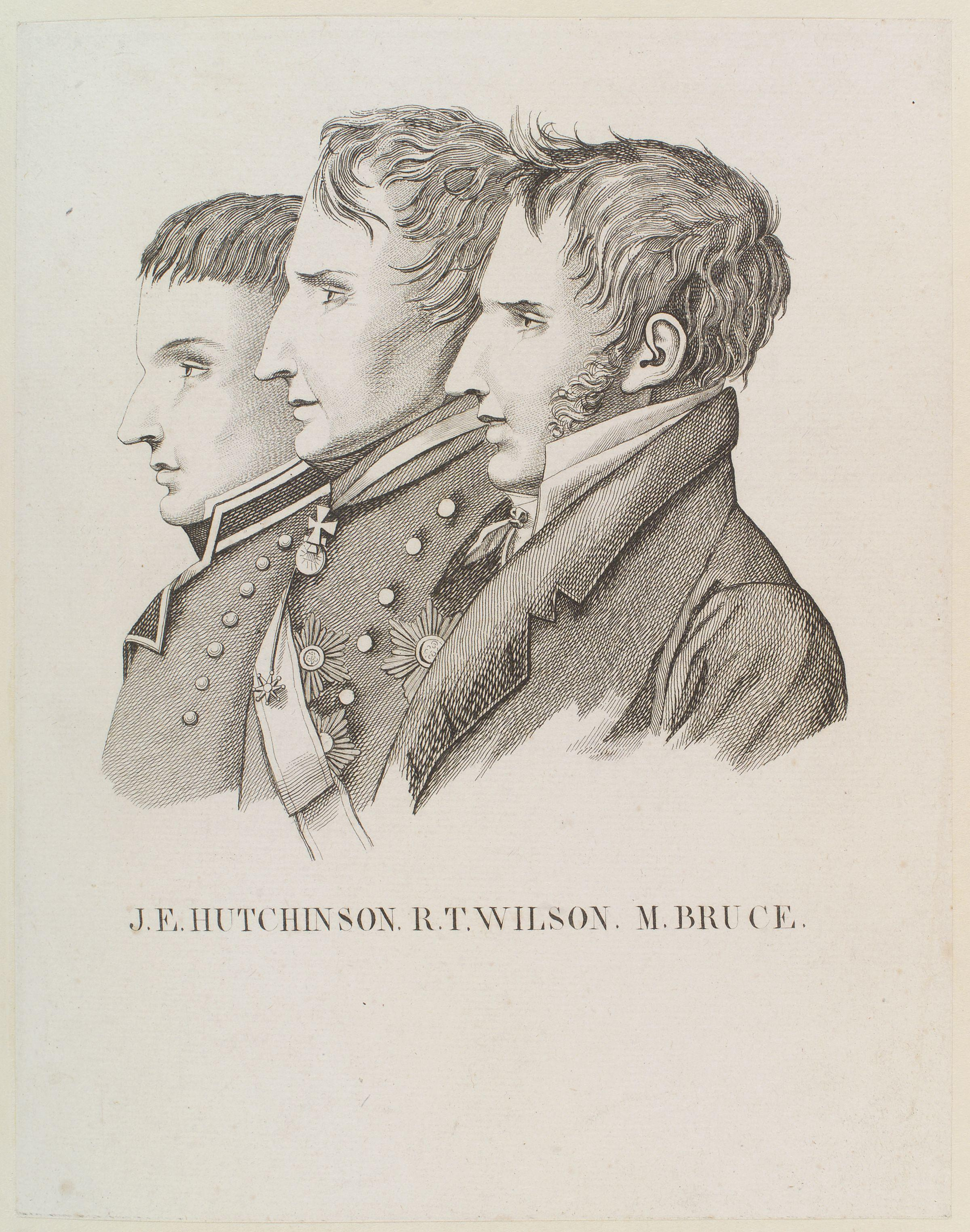
Джон Хели-Хатчинсон, 3-й граф Донамор, первый слева

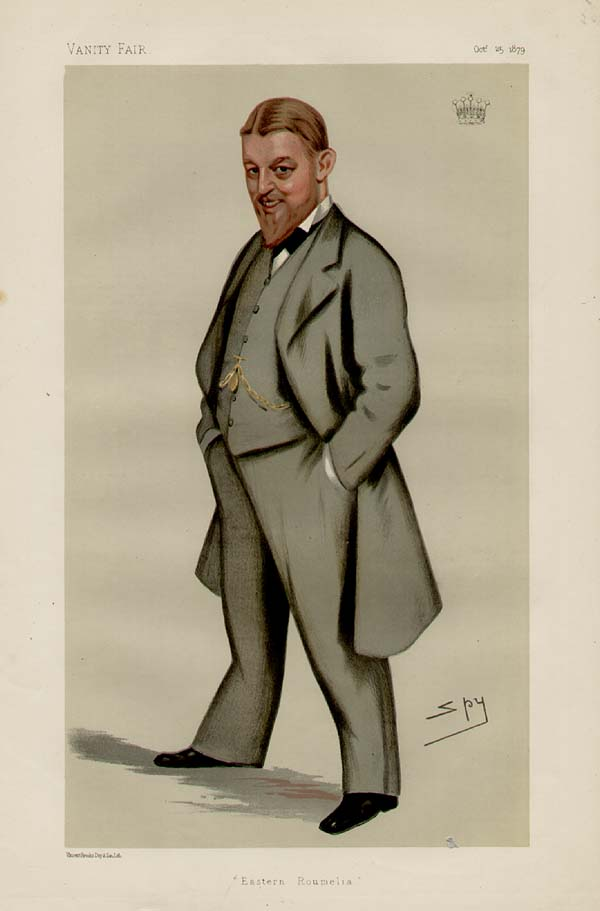
Ричард Хели-Хатчинсон, 5-й граф Донамор, карикатура в журнале «Ярмарка тщеславия», октябрь 1879 года

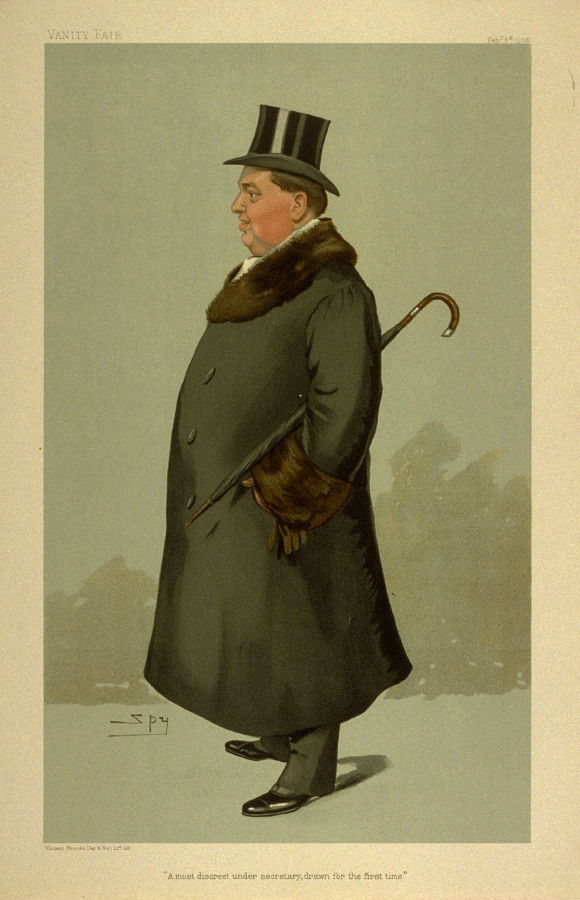
Ричард Хели-Хатчинсон, 6-й граф Данамор, карикатура в журнале «Ярмарка тщеславия», февраль 1905 года

Граф Донамор (англ. Earl of Donoughmore) — наследственный титул в системе Пэрства Ирландии.

## История
Титул графа Донамора был создан в 1800 году для Ричарда Хели-Хатчинсона, 1-го виконта Донамора (1756—1825). Он был генералом британской армии и заседал в Палате лордов в качестве одного из 28-ми избранных ирландских пэров-представителей с 1800 года по 1825 год. Для Ричарда Хели-Хатчинсона были созданы титулы виконта Донамора из Ноклофти в графство Типперэри (пэрство Ирландии) в 1797 году и виконта Хатчинсона из Ноклофти в графстве Типперэри (пэрство Соединённого королевства) в 1821 году. Лорд Донамор был старшим сыном ирландского государственного деятеля и юриста Джона Хели (1724—1794), который был женат на Кристиане, дочери Авраама Никсона, племяннице и наследнице Ричарда Хатчинсона из Knocklofty (графство Типперэри), чью фамилию приняли она и её муж. В 1783 году Кристиана Хели-Хатчинсон стала пэром Ирландии, получив титул баронессы Донамор из Ноклофти в графстве Типперэри.
В 1825 году графский титул унаследовал его младший брат, Джон Хели-Хатчинсон, 2-й граф Донамор (1757—1832). Он также носил чин генерала британской армии. В 1801 году для него был создан титул барона Хатчинсона из Александрии и Ноклофти в графстве Типперэри (пэрство Соединённого королевства). 2-й лорд Донамор также являлся лордом-лейтенантом графства Типперэри (1831—1832). В 1832 году после смерти неженатого 2-го графа Донамора его титулы унаследовал его племянник, Джон Хели-Хатчинсон, 3-й граф Донамор (1787—1851). Он был сыном достопочтенного Фрэнсиса Хели-Хатчинсона, третьего сына Кристианы Хели-Хатчинсон, 1-й баронессы Донамор, и Джона Хели-Хатчинсона. Он представлял Типперэри в Палате общин (1826—1830, 1831—1832) и служил лордом-лейтенантом графства Типперэри (1832—1851). Его сменил его сын, Ричард Хели-Хатчинсон, 4-й граф Донамор (1823—1866). Он был консервативным политиком, занимал должности президента торгового совета и генерального казначея в правительстве графа Дерби. Его внук, Джон Люк Джордж Хели-Хатчинсон, 5-й граф Донамор (1848—1900), также был членом консервативной партии и занимал пост заместителя военного министра (1903—1904) в правительстве Артура Бальфура. Его преемником стал его сын, Ричард Уолтер Хели-Хатчинсон, 6-й граф Донамор (1875—1948), который был известным масоном и великим магистром Великой ложи Ирландии (1913—1948). Его сын, Джон Хели-Хатчинсон, 7-й граф Донамор (1902—1981), депутат-консерватор Палаты общин от Питерборо (1943—1945) и великим магистр Великой ложи Ирландии (1964—1981).
По состоянию на 2025 год, обладателем графского титула является его внук, Джон Майкл Джеймс Хели-Хатчинсон, 9-й граф Донамор (род. 1952), который сменил своего отца — Ричарда Хели-Хатчинсона, 8-го графа Донамора (1927—2025) в 2025 году.

## Известные представители семьи
- Достопочтенный Кристофер Хели-Хатчинсон (1767—1826), пятый сын баронессы Донамор и Джона Хели-Хатчинсона, депутат Палаты общин от Корк-сити (1802—1812)
- Достопочтенный сэр Уолтер Хели-Хатчинсон (1849—1913), младший сын 4-го графа Донамора, губернатор Подветренных островов (1889—1892) и Наталя (1893—1901), последний губернатор Капской колонии (1901—1910), верховный комиссар Великобритании в Южной Африке (1909)
- Достопочтенный Тим Хели-Хатчинсон (род. 1953), британский издатель, второй сын 8-го графа Донамора.

Фамильная резиденция графов Донамор — Knocklofty House, рядом с городом Клонмел в графстве Типперэри (Ирландия). В 1970-х годах графская семья продала свою усадьбу. В настоящее время она является гостиницей.
Титул учтивости наследника графа Донамора — «Виконт Сьюрдэйл»

## Бароны Донамор (1783)
- 1783—1788: Кристиана Хели-Хатчинсон, 1-я баронесса Донамор (1732 — 24 июня 1788), дочь Абраама Никсона;
- 1788—1825: Генерал-лейтенант Ричард Хели-Хатчинсон, 2-й барон Донамор (29 января 1756 — 22 августа 1825), старший сын предыдущей и Джона Хели-Хатчинсона (1724—1794), граф Донамор с 1800 года.

## Графы Донамор (1800)
- 1800—1825: Ричард Хели-Хатчинсон, 1-й граф Донамор (29 января 1756 — 22 августа 1825), старший сын депутата Джона Хели-Хатчинсона и Кристианы Хели-Хатчинсон, 1-й баронессы Донамор;
- 1825—1832: Генерал-лейтенант Джон Хели-Хатчинсон, 2-й граф Донамор (15 мая 1757 — 29 июня 1832), младший брат предыдущего;
- 1832—1851: Джон Хели-Хатчинсон, 3-й граф Донамор (1787 — 14 сентября 1851), сын Фрэнсиса Хели-Хатчинсона (1769—1827) и Фрэнсис Никсон (ум. 1830), внук 1-й баронессы Донамор;
- 1851—1866: Ричард Джон Хели-Хатчинсон, 4-й граф Донамор (4 апреля 1823 — 22 февраля 1866), единственный сын предыдущего от второго брака;
- 1866—1900: Джон Люк Джордж Хели-Хатчинсон, 5-й граф Донамор (2 марта 1848 — 5 декабря 1900), старший сын предыдущего;
- 1900—1948: Ричард Уолтер Хели-Хатчинсон, 6-й граф Донамор (2 марта 1875 — 19 октября 1948), единственный сын предыдущего;
- 1948—1981: Джон Майкл Генри Хели-Хатчинсон, 7-й граф Донамор (12 ноября 1902—1981), старший сын предыдущего;
- 1981—2025: Ричард Майкл Джон Хели-Хатчинсон, 8-й граф Донамор (8 августа 1927 — 25 апреля 2025), старший сын предыдущего;
- 2025 — по настоящее время: Джон Майкл Джеймс Хели-Хатчинсон, 9-й граф Донамор (род. 7 августа 1952), старший сын предыдущего;
  - Наследник: Ричард Грегори Хели-Хатчинсон, виконт Сьюрдэйл (род. 1980), старший сын предыдущего.